# André Lamandé
Pour les articles homonymes, voir Lamande.
André Lamandé, né le 7 avril 1886 à Blaye (Gironde) et mort le 2 juillet 1933 à Biarritz, est un écrivain français. Il a collaboré à La Petite Gironde et a été rédacteur en chef de La Renaissance politique et littéraire.
Il fut chevalier de la Légion d'honneur.

## Œuvres

### Romans et nouvelles
- La Vie ardente : dans le travail, dans le rêve, pour l’action !, éditions Jouve, 1910
- Bas-Reliefs, 1917 (Prix Jacques-Normand)
- La Littérature de demain d’après les écrivains qui ont "fait" la guerre. Réponses…, 1919
- Quelle doit être notre attitude à l'égard de l'Allemagne d'après les intellectuels français ? Ce qu'on en dit à l'Institut... Ce qu'on en dit dans l'Université..., 1920
- Sous le clair regard d’Athénée, Paris, Librairie Delalain, 1920.
- Castagnol, roman, Librairie Delalain[2], 1921
- Le Roman de demain, 1921
- Les Lions en croix, éditions Ollendorff, 1923
- L’Impressionnisme dans l’art et la littérature, Société de conférences, Monaco, 1925
- Ton pays sera le mien, roman, Paris, B. Grasset, 1925. L’action se déroule à Loupiac.
- Les Enfants du siècle, Grasset, 1926

Prix Paul-Flat de l’Académie française en 1927
- Portraits d’écrivains : Firmin Roz, 1926
- La vie gaillarde et sage de Montaigne, Plon, collection Le Roman des grandes existences, 1927
- La vie de René Caillié, vainqueur de Tombouctou, avec Jacques Nanteuil, Plon, 1928
- Francesca, roman, Imprimerie du progrès, 1929
- Les Leviers de commande, Grasset, 1930. L’action se déroule à Rocamadour.
- L’Affaire Soulacroix, nouvelle, éditions de l'Illustration, 1931
- L'Espagne écartelée, éditions des Portiques, 1931
- La Vallée des miracles, Renaissance du livre, 1932
- Les lettres d'amour d'Henri IV, le Vert Galant, éditions de La Madeleine, 1932
- La Vallée des Miracles, La Renaissance du Livre, 1932
- Le Jeu d’amour, roman, Éditions Albin Michel, 1933
- Les Jeux du mensonge, roman, éditions de l'Illustration, 1933

### Théâtre
- La Madone brisée, pièce en un acte et en vers, éditions La Revue des poètes, 1911
- La Marne, pièce en un acte et en vers, édition La Vie ardente, 1918, représentée pour la première fois à la Comédie-Française le 3 septembre 1917
- Bérénice chez Corneille, pièce en un acte et en vers, 1920

### Poésies
- En forgeant, chansons d’atelier et poésies sociales, 1907
- La vie ardente, dans le travail, dans le rêve pour l'action !, 1910
- La Tranchée couronnée de vigne. I. Les Fresques, éditions Jouve, 1917
- Sous le clair regard d'Athéné, (Prix national de Poésie), Librairie Delalain, 1920

### Préfaces
- Des cris humains dans la tourmente de Marcel Bonheure, Atelier d'Art Paul Haasen, 1928
- Visages du Quercy d’Eugène Grangié, éditions Berger-Levrault, 1930
- Inquiétudes, Poèmes en prose de Germaine Kellerson, éditions de La Caravelle, 1930

### Édition
- Les lettres d'amour et de guerre d'Henri IV, introduction et notes d'André Lamandé, éditeur Jonquières Jadis et naguère, 1928